# Микл Typ G
Микл Typ G (нем. Mickl Type G) (поред ових у литератури се још могу наћи називи: Микл Албатрос, Albatros G или Микл Оеффаг, Oeffag G за овај авион) је тромоторни, двокрилац хидроавион кога је у току Првог светског рата пројектовао инжењер Јосип Микл а производиле аустроугарске фирме Albatros Flugzeugwerke и Oeffag-Oesterreichische Flugzeugfabrik AG, за потребе Аусроугарске ратне морнарице.

## Пројектовање и развој
Микл Typ G  је био велики летећи чамац, настао на основу захтева Аустријске ратне морнарице за хидроавионом који ће имати велики долет како би био у стању  да оперише у далекој позадини непријатеља. Пројект овог авиона је направио  инж. Јосип Микл  пратећи инжењерску праксу која се у то време користила у Аустрији за пројектовање мањих летећих чамаца као што је био Лонер. Летелица је била двокрилни авион са крилима постављеним изнад витког  трупа  монокока конструкције од дрвета, са двокрилном репом постављеним изнад крајњег задњег дела трупа. Три потисна мотора била су постављена у отворене гондоле, ослоњене потпорним носачима, између крила. 
Прототип овог авиона је први пут полетео 23. новембра 1915. године из луке Пула.
Према првобитном предлогу инж. Јозефа Микла, који је Адмиралитет одобрио, требало је да се изгради летећи чамац са три мотора, који је носио два торпеда или 800 kg бомби, а евентуално је требало oпремити хидроавион са топом  калибра 66 mm. Топ за ову летелицу је развијен и произведен у Шкоди. То је био топ Д / 20 калибра 66 mm. Топовско наоружање било је тешко око 400 kg лакше од торпеда и бомби, али би трзај могао оштетити костур хидроавиона. Пробојне гранате  овог топа тежине 5 kg нису могле да угрозе већи брод од торпедног чамца.  И пре завршетка прототипа у лето 1915. године, одлучено је да се напусти концепција торпедоносца а  за уништавање непријатељских бродова употребљава само топ од 66 mm. У току коришћења овог авиона одустало се и од ове варијанте тако да се авион користио само као бомбардер или далекометни извиђач.
Проблем код овог авиона је био у томе што у време када је пројектован на располагању није постојао мотор довољне снаге за погон овог авиона чија је полетна маса била око 5 тона.

## Технички опис
Авион Микл Typ G је тромоторни двокрилни троседи извиђачко-бомбардерски хидроавион. Авион је потпуно дрвене конструкције. 
Tруп авиона је у облику чамца обложен водоотпорним шпером. Кокпит пилота и извиђача је био отворен и налазио су у трупу авиона испред крила, у самом кљуну авиона седео је извиђач који је био наоружан једним митраљезом 7,92 mm а пилот и командир су седели један поред другог. Вертикални и хоризонтални репни стабилизатори су били издигнути у односу на труп и решеткастом конструкцијом везана за њега. Конструкција репних стабилизатора и кормила била је као и код крила: дрвена конструкција пресвучена импрегнираним платном.
У међу простору између крила била су смештена три шесто цилиндарска линијска водом хлађена мотора Hiero 6 снаге 150  (200 KS) или Austro-Daimler AD.6 снаге 185  (250 KS) или Hiero 6 снаге 230  (313 KS) или Austro-Daimler AD.6 снаге 180  (245 KS) који су били причвршћени на челичну конструкцију ослоњену на труп авиона. Потисне елисе које покрећу авион су двокраке, направљена од дрвета фиксног корака.
Крила су дрвене конструкције, релативно танког попречног пресека, пресвучена платном, правоугаоног облика, благо закошене нападне ивице крила према трупу авиона са косим крајевима. Са сваке стране крила, авион је имао по три пара упорница. Укрућивање крила се постизало унакрсно постављеним челичним ужадима са затезачима. Доња крила код овог авиона су нешто краћа од горњих. Испод доњих крила су постављени пловци који обезбеђују стабилност при узбурканом мору. Крилца за управљање авионом су се налазила само на горњим крилима.

## Варијанте
Авиони Микл Typ G су потпуно исти или се веома мало разликују. Разлике се огледају у различитим моторима који су у њих уграђени и неопходне измене код уградње мотора одређеног типа. Поред тога постојале су разлике у конструкцији репа авиона.
- G.1 до G.3 - са моторима  6 снаге 150  (200 KS) 6-цилиндрични течношћу хлађен линијски мотор,
- G.4 до G.7 - са моторима  снаге 185  (250 KS) 6-цилиндрични течношћу хлађен линијски мотор,
- G.8 и G.9 - са моторима  6 снаге 230  (313 KS) 6-цилиндрични течношћу хлађен линијски мотор,
- G.10 и G.11 - недовршени апарати.
- G.12 - са моторима  снаге 180  (245 KS) 6-цилиндрични течношћу хлађен линијски мотор.

## Оперативно коришћење
Укупно је произведено од 1916. до 1918. године 12 авиона Микл Typ G. Производња ових авиона се обављала у две фирме: Албатрос из Беча и Оеффаг из Винер Нојштата.  Од ових 12 авиона два (G 10 и G 11) су били недовршени а остали су били функционални. Први авион из ове класе G 1 је полетео 23. новембра 1915. године. Нажалост авион је на том пробном лету доживео пад и при томе потпуно уништен. Пре слетања, горња крила Хидроавиона G 1 су се откинула и хидроавион се срушио у пулску луку. Главни пилот, тада командант поморског ваздухопловства, Хуго Окермилер је погинуо, а копилот Готфрид Фрајхер фон Банфилд и механичар Хавелка су тешко повређени. Упркос овој трагедији, настављено је тестирање другог прототипа са јачим Daimler моторима.
Авиони класе G су сматрани лошим летачем, али без обзира на то, два авиона G 6 и G 3 су извршила препад на Венецију септембра 1916. терет бомбе који је при том пренет био је 600 kg.

## Земље које су користиле овај авион
- Аустроугарска